# Бенедикт, Джоан
Джоан Бенедикт Стайгер (англ. Joan Benedict Steiger; 21 июля 1927, Бруклин, Нью-Йорк, США — 24 июня 2024, Лос-Анджелес, Калифорния, США) — американская актриса.

## Биография
Бенедикт родилась 21 июля 1927 года в Бруклине, Нью-Йорк и впервые выступила в возрасте семи лет в Бруклинской музыкальной академии. Она продолжила обучение в школе балета Римской оперы, а затем стала учиться у тренеров по актёрскому мастерству Роберта Льюиса и Стеллы Адлер, основателей «Actors Studio» в Нью-Йорке.

## Карьера
Её список этап кредиты включают известный постановками современных моделей, таких как «Обещания, обещания» и «Королева красоты Линон».
Бенедикт Стайгер известна классическим эпизодом из оригинальной версии «Скрытой камеры», где она сыграла заблудившуюся туристку, спрашивающую дорогу у прохожих. Она также была частью ансамбля оригинального шоу Стива Аллена, где выполняла двойную работу. У неё были регулярные и повторяющиеся роли в сериалах «Госпиталь», «Дни нашей жизни», и «Капитолий»». У неё была главная роль в полнометражном фильме 2011 года «Мёртвая граница».

## Личная жизнь
Первым браком Бенедикт был с брак с актёром Джоном Майерсом. Они были женаты с 1962 года до смерти Майерса в 1992 году. Бенедикт также является вдовой актёра, удостоенного премии «Оскар», Рода Стайгера, за которого она вышла замуж 10 октября 2000 года. Они вместе снялись в двух фильмах: «Месяц воскресений» и телефильме «Летучий голландец». После смерти Рода Стайгера в 2002 году партнером Бенедикт был актер Джереми Слейт, который скончался в 2006 году.
Джоан Бенедикт жила в Малибу, Калифорния. Она скончалась 24 июня 2024 года от осложнений, вызванных инсультом, в медицинском центре Седарс-Синай в Лос-Анджелесе на 97-м году жизни.